# Dimos Dionysos
Dimos Dionysos (Dionysos) är en kommun i Grekland.   Den ligger i prefekturen Nomarchía Anatolikís Attikís och regionen Attika, i den sydöstra delen av landet, 22 km nordost om huvudstaden Aten. Antalet invånare är 40 193.